# Organo della chiesa prepositurale di Sant'Erasmo a Castel Goffredo

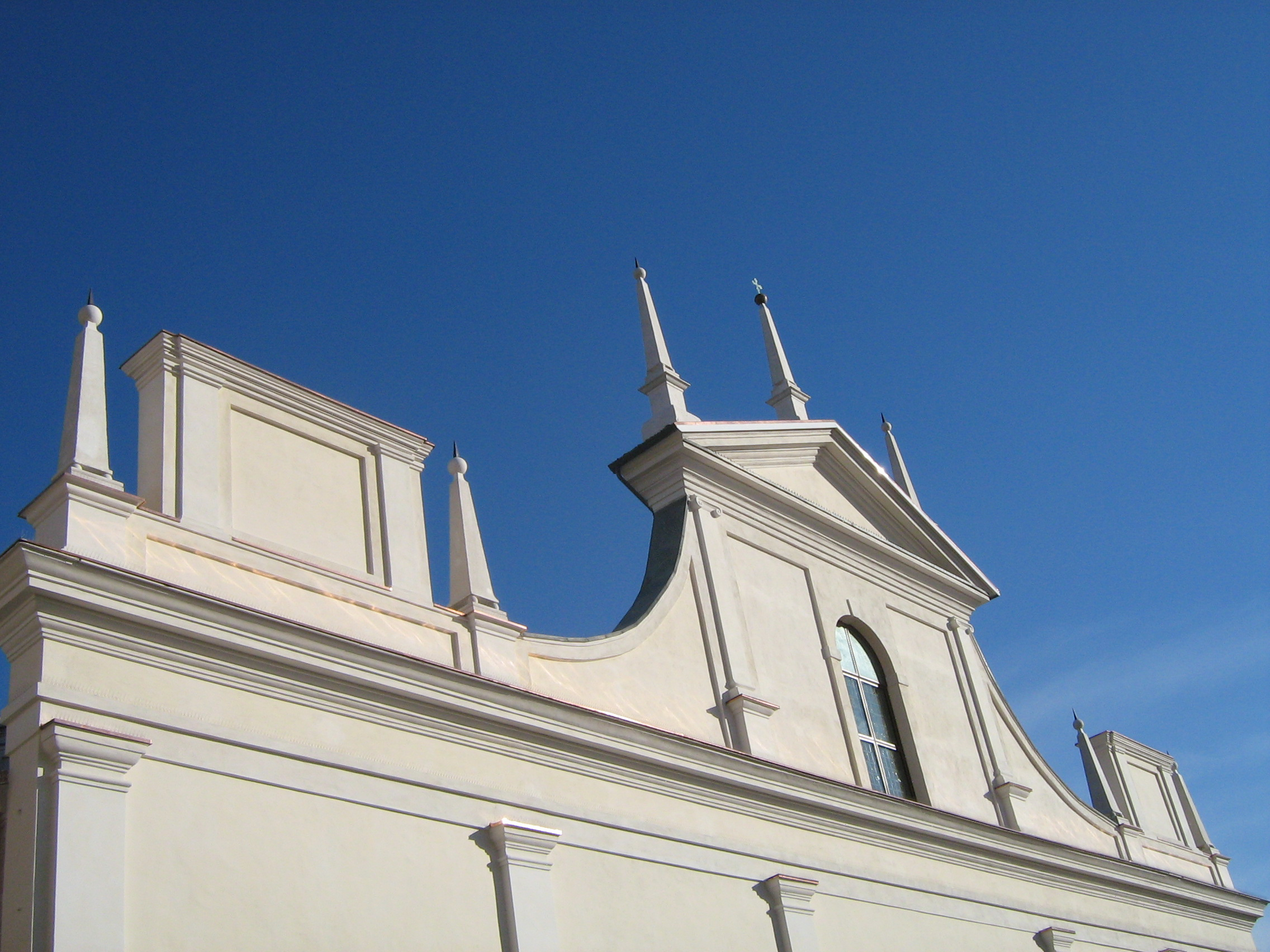
Castel Goffredo, chiesa prepositurale di Sant'Erasmo

Con organo della chiesa prepositurale di Sant'Erasmo ci si riferisce a un organo a canne presente nell'omonima chiesa di Castel Goffredo, in provincia di Mantova.

## Storia
Collocato a sinistra dell'altare maggiore, venne costruito da Costanzo Antegnati, su commissione nel 1595 di Caterina Gonzaga, figlia di Alfonso, secondo marchese di Castel Goffredo.
Dell'organo originario sono rimaste solo cinque canne, in quanto lo strumento ha subito nel tempo diversi interventi di restauro. Il primo intervento, nel 1681, venne operato dal bresciano Antonio Brentana, con la doratura della cassa. Nel 1826 fu necessario un intervento di restauro, consistente nel rifacimento dei mantici e del somiere maestro; venne incaricato l'organaro Fra' Damiano Damiani di Bergamo. Seguirono dopo alcuni anni altri interventi di pulitura e di distribuzione dell'aria.
L'intervento più importante venne effettuato negli anni 1887-1888 dall'organaro bresciano Tito Tonoli, figlio del famoso Giovanni (1809-1889), che presentò due progetti di sostituzione dell'organo precedente. Il contratto venne firmato nell'ottobre 1887. A causa delle difficoltà economiche del Tonoli, lo strumento venne portato a termine da due dipendenti della ditta Tonoli, Diego Porro e Giovanni Maccarinelli.
La ditta Porro e Maccarinelli nel 1889 consegnò l'organo, primo della loro attività, alla parrocchia di Castel Goffredo. Agli inizi del Novecento la stessa fabbrica bresciana provvide ad una pulitura dello strumento. Nel 1940 vennero modificate parzialmente le caratteristiche dell'organo dall'organaro Arnaldo Bavelli. Dal 1962 al 1972 Domenico Vergine di Casalpoglio provvide ad effettuare una revisione ed installò una consolle elettrica, al posto di quella meccanica.
L'ultimo restauro, dal 2013 al 2015 a cura della ditta Micheli di Volta Mantovana, ha riportato l'organo alla condizione del 1889.

## Caratteristiche tecniche
La disposizione fonica è la seguente:
| I - Espressivo |    |
| Principale     | 8' |
| Bordone        | 8' |
| Ottava dolce   | 4' |
| Flauto fugara  | 4' |
| Ottavino       | 2' |
| Violino        | 8' |
| Voce celeste   | 8' |
| Violoncello    | 8' |
| Voce umana     | 8' |
| Tremolo        |    |

| II - Grand'Organo |        |
| Principale        | 16'    |
| Principale        | 8'     |
| Bordone           | 8'     |
| Ottava            | 4'     |
| Duodecima         | 2.2/3' |
| Doublette         | 2'     |
| Piccolo           | 1'     |
| Ripieno 4 file    | 2'     |
| Viola da gamba    | 4'     |
| Flauto armonico   | 4'     |
| Clarino           | 8'     |
| Tromba            | 8'     |

| Pedale       |     |
| Contrabbasso | 16' |
| Basso        | 8'  |